# Малая тупайя
Малая тупайя (лат. Tupaia minor) — вид мелких млекопитающих из семейства тупайевых отряда тупай. Этот вид обитает в Таиланде, Малайзии и Индонезии. Их родовое название происходит от малайского слова Tupai, что значит «белка» или «мелкое животное, похожее на белку».

## Распространение
Малая тупайя встречается на юге Таиланда, в Малайзии, на Суматре, на архипелаге Lingga Islands (Индонезия), на острове Борнео, прибрежных островах Laut (Индонезия), а также на островах Banggi и Balambangan (Малайзия). Встречается на высоте до 1000 м над уровнем моря.
В ископаемом состоянии данный вид неизвестен.

## Внешний вид и строение
Малая тупайя имеет оливково-коричневый окрас. Конечности равны по длине и имеют длинные когти. Максимальная общая длина тела составляет около 45 см, половина из которых приходится на хвост. Он длинный и тонкий, и его верхняя сторона темнее, чем тело.

## Образ жизни
Малая тупайя является дневным зверем. Она может забираться на деревья на высоту от 3 до 8 м, иногда до 20, где передвигается по лианам или ветвям небольших деревьев. Но большую часть времени этот зверёк проводит на земле и на невысоких кустах и устраивает логова под древесными корнями и стволами упавших деревьев. Малая тупайя является полустопоходящим животным, что позволяет ему держать центр тяжести близко к дереву. Когти на его передних и задних лапах довольно острые и умеренно изогнуты, что полезно для лазания.

## Питание
Малая тупайя является всеядным зверем, её рацион включает насекомых и фрукты. Это животное имеет малое экономическое значение, так как оно может только наносить незначительный ущерб сельскохозяйственным культурам или плантациях. Тем не менее, малая тупайя может распространять семена нескольких видов фикусов.

## Размножение
Беременность длится от 45 до 55 дней, в помёте от одного до трех детёнышей. Максимальная продолжительность жизни малой тупайи составляет примерно от 9 до 10 лет.

## Малая тупайя и человек
Малая тупайя является широко распространённым видом с большим ареалом. По мнению исследователей, популяция малой тупайи может сокращаться из-за продолжающейся вырубки лесов и расширения сельскохозяйственных угодий, особенно на Суматре и Малайском полуострове, но в охране она пока не нуждается. Международный союз охраны природы оценил её природоохранный статус как «находящийся под наименьшей угрозой».